# 風のららら
「風のららら」（かぜのららら）は、日本の女性歌手・倉木麻衣の楽曲で、17作目のシングル。2003年5月28日にGIZA Studioから発売された。CDコードはGZCA-7022。

## 概要
読売テレビアニメ『名探偵コナン』オープニングテーマとして使用された。「Time after time〜花舞う街で〜」以来6度目の『名探偵コナン』タイアップ。シングルとしては「Time after time〜花舞う街で〜」より続いた3か月連続リリースシングルの第3弾。
TUBEのギタリストである春畑道哉による作曲。編曲はCD版とTV版とで異なり、CD版はCybersound、TV版は小林哲によるもの。また、2013年10月15日にZepp Nagoyaで行われた「めざましLIVE ISLAND TOUR 2013」では、TUBEとのコラボレーションで本曲と「シーズン・イン・ザ・サン」を披露した。

## 収録曲
1. 風のららら (4:23)
作詞: 倉木麻衣 / 作曲: 春畑道哉 / 編曲: Cybersound
2. gonna keep on tryin' (4:42)
作詞: 倉木麻衣 / 作曲・編曲: YOKO Black. Stone
3. 風のららら -TV on air version- (2:19)
作詞: 倉木麻衣 / 作曲: 春畑道哉 / 編曲: 小林哲
  - 読売テレビアニメ『名探偵コナン』オープニングテーマ。
4. 風のららら -feel the wind mix- (5:27)
5. 風のららら -Instrumental- (4:20)

## 参加ミュージシャン
- 倉木麻衣：コーラス
- 大賀好修：ギター
- YOKO Black. Stone：コーラス（#2）

## 収録アルバム
- If I Believe（#1）
- THE BEST OF DETECTIVE CONAN 2 〜名探偵コナン テーマ曲集2〜（#1）
- Wish You The Best（#1）
- ALL MY BEST（#1）
- 倉木麻衣×名探偵コナン COLLABORATION BEST 21 -真実はいつも歌にある!-（#1）
- Mai Kuraki Single Collection 〜Chance for you〜（#1）

| テレビアニメ『名探偵コナン』オープニングテーマ 2003年1月20日 - 2003年8月18日 |                         |                                                         |
| 前作: 愛内里菜 「I can't stop my love for you♥」                             | 倉木麻衣 「風のららら」 | 次作: 三枝夕夏 IN db 「君と約束した優しいあの場所まで」 |